# Marcel Seip
Marcel Seip (Wischoten, Países Bajos, 5 de abril de 1982), futbolista neerlandés. Juega de defensa  actualmente juega para el Central Coast Mariners Football Club de la liga australiana.

## Clubes
| Club                                 | País         | Año           |
| ------------------------------------ | ------------ | ------------- |
| BV Veendam                           | Países Bajos | 1999-2001     |
| SC Heerenveen                        | Países Bajos | 2001-2006     |
| Plymouth Argyle                      | Inglaterra   | 2006-2009     |
| Blackpool FC                         | Inglaterra   | 2009          |
| Plymouth Argyle                      | Inglaterra   | 2009          |
| Sheffield United                     | Inglaterra   | 2019          |
| Plymouth Argyle                      | Inglaterra   | 2009-2010     |
| Charlton Athletic                    | Inglaterra   | 2010          |
| Plymouth Argyle                      | Inglaterra   | 2010-2011     |
| Bradford City F.C.                   | Inglaterra   | 2011-2012     |
| VVV-Venlo                            | Holanda      | 2012-2013     |
| Central Coast Mariners Football Club | Australia    | 2014-presente |